# Сотницьке (Кропивницький район)
Со́тницьке — село в Україні, у Новгородківській селищній громаді Кропивницького району Кіровоградської області. Населення становить 15 осіб.

## Населення
Згідно з переписом УРСР 1989 року чисельність наявного населення села становила 14 осіб, з яких 8 чоловіків та 6 жінок.
За переписом населення України 2001 року в селі мешкало 15 осіб.

### Мова
Розподіл населення за рідною мовою за даними перепису 2001 року:
| Мова       | Відсоток |
| ---------- | -------- |
| українська | 73,33 %  |
| російська  | 26,67 %  |